# Zdzisław Styczeń
Zdzisław Styczeń (* 16. Oktober 1894 in Przemyśl; † 20. Dezember 1978 in Krakau) war ein polnischer
Fußballspieler.

## Fußball

### Verein
Styczeń spielte auf Vereinsebene für den RKS Kraków, KS Cracovia und Wisła Krakau. Zu seinen größten Erfolgen zählt der Gewinn von zwei Meistertiteln in den Jahren 1913 und 1921 sowie zweimal der 3. Platz in den Jahren 1922 und 1925. Seine aktive Laufbahn beendete er im Januar 1926 im Alter von 31 Jahren, eine Verletzung, die er sich bereits im Jahr 1924 zugezogen hatte, spielte hier mit rein.

### Nationalmannschaft
Für die Nationalmannschaft von Polen debütierte er am 18. Dezember 1921, beim historischen ersten Länderspiel der Polen in Budapest gegen Ungarn, das Spiel endete mit einer 0:1-Niederlage. Insgesamt lief Styczeń bis 1924 fünfmal im Nationaldress auf, hierunter fiel auch der 1. Sieg der Polen (2:1) am 28. Mai 1922 gegen Schweden und die 0:5-Niederlage gegen Ungarn am 26. Mai 1924 bei den Olympischen Sommerspielen 1924 in Paris. Seine letzte Partie bestritt er am 10. Juni 1924 bei der 2:3-Niederlage gegen die USA.

## Weiteres Leben

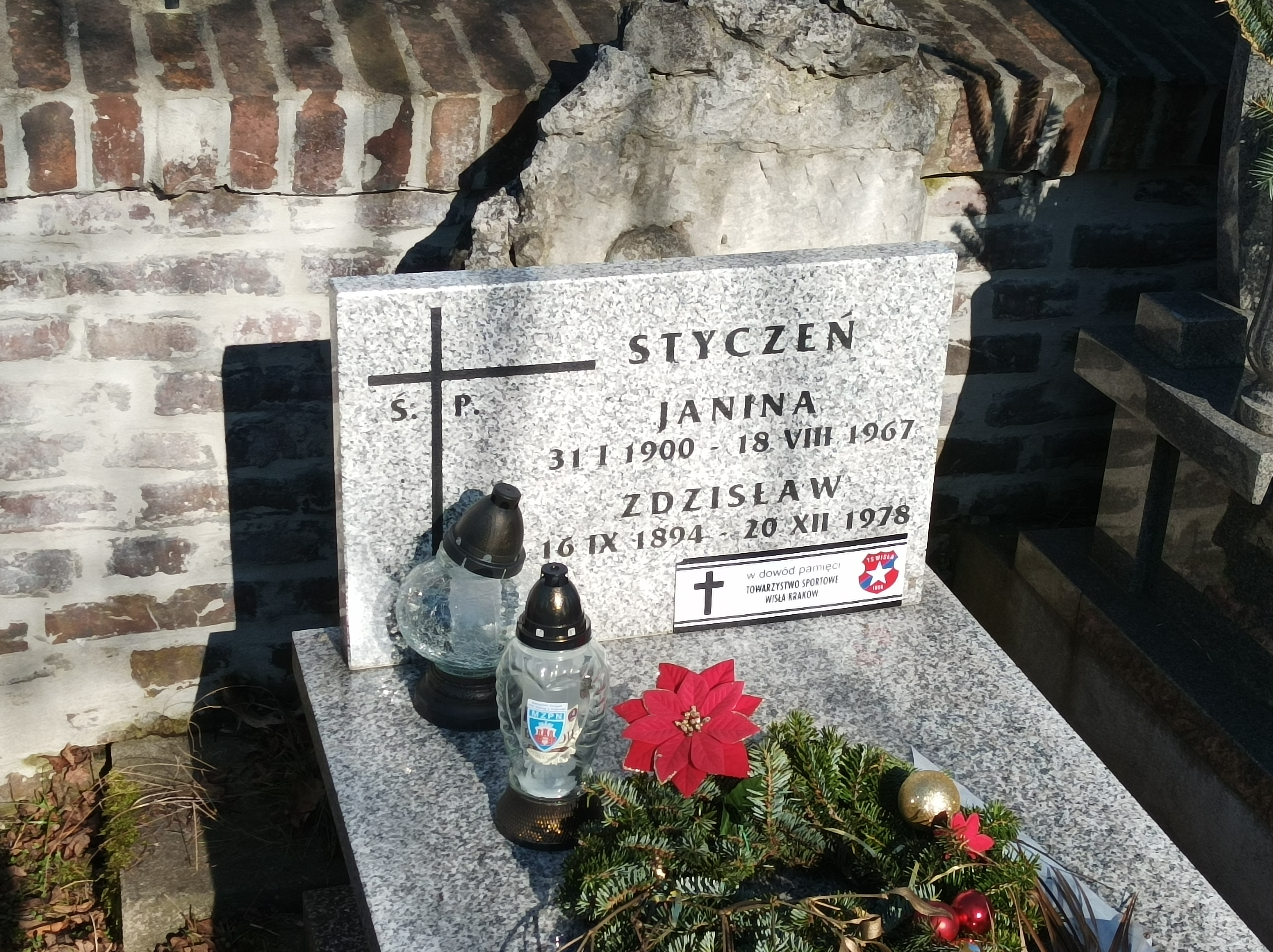
Grab auf dem Salwator-Friedhof (2022)

Styczeń besuchte das Gymnasium in Krakau und verließ es mit dem Abitur. Später, neben dem Fußball, schloss er im Jahr 1923 an der Höheren Industrieschule in Krakau den Lehrgang zum Baumeister ab. Nach dem Zweiten Weltkrieg absolvierte er im Jahr 1949 an der AGH Wissenschaftlich-Technische Universität in Krakau sein Studium als Bauingenieur in der Fakultät für Architektur. Danach arbeitete er im Magistrat der Stadt Krakau und dann bis zur Pensionierung im Amt für kommunale Bauvorhaben in Krakau. Zdzisław Styczeń verstarb am 20. Dezember 1978 im Alter von 84 Jahren, er wurde auf dem Salwator-Friedhof in Krakau beigesetzt.

## Erfolge
- Gewinner der Österreichischen Meisterschaft für Polen: 1913
- Polnischer Meister: 1921